# Theodor Dopheide
Theodor Dopheide (* 1956 in Münster) ist ein deutscher Synchronregisseur und Dialogbuchautor.

## Leben
Theodor Dopheide studierte in seiner Geburtsstadt an der Westfälischen Wilhelms-Universität Anglistik, Politikwissenschaften und Publizistik. 1989 wurde er dort mit der Dissertation „Satyr the true medicine“. Die Komödien Thomas Shadwells zum Dr. phil. promoviert. In dieser Zeit war er als wissenschaftliche Hilfskraft am Institut für Kriminalwissenschaften der Universität Münster tätig.
Seit 1989 ist Dr. Theodor Dopheide als Synchrondialogautor und -regisseur in Berlin tätig, zunächst bis November 1999 für die Interopa Film, seither als Freischaffender. Unter anderem arbeitete er seitdem für die Berliner Synchron, Arena Synchron, FFS Film- und Fernsehsynchron, Hermes-Synchron und Splendid Synchron.
Dopheides erster größerer Auftrag war die deutsche Fassung der Serie Das Model und der Schnüffler. Danach war er verantwortlich für das Dialogbuch und die Co-Regie der Serie Twin Peaks, die erstmals 1991/1992 im deutschen Fernsehen ausgestrahlt wurde. Seine bekannteste und wohl auch erfolgreichste Arbeit dürfte die deutsche Fassung der US-Erfolgsserie Sex and the City (1998–2004) sein, die ihm auch eine Nominierung für den Deutschen Preis für Synchron 2004 in der Kategorie „herausragend synchronisierte TV-Serie“ einbrachte. Wegen des großen Erfolges kreierte Dopheide mit Talk in the City zusätzlich eine wöchentliche Fortsetzung der Serie als Radiohörspiele mit den deutschen Serien-Synchronsprecherinnen Irina von Bentheim, Katarina Tomaschewsky, Marina Krogull und Gundi Eberhard. Diese Hörspiel-Reihe lief bundesweit auf mehr als 15 Radiosendern und wurde auch als Hörbuch veröffentlicht.
Dopheide zeichnet auch verantwortlich für die deutschen Fassungen der beliebten britischen Krimiserien Inspector Lynley und Inspector Barnaby.
Außerdem ist er als Synchrondialogautor und -regisseur für Spielfilme tätig. In dieser Doppelfunktion schuf er die deutschen Fassungen unter anderem von Delicatessen (1991) von Jean-Pierre Jeunet und Marc Caro, der Drei-Farben-Trilogie (1993 bis 1994) von Krzysztof Kieślowski, Willkommen in Wellville von Alan Parker und Die Maske von Chuck Russell (beide 1994).
Für zahlreiche weitere Filme verfasste Theodor Dopheide die deutschen Dialogbücher, darunter Braveheart von Mel Gibson, Die üblichen Verdächtigen von Bryan Singer und Dead Man von Jim Jarmusch (alle 1995) sowie Sleepers von Barry Levinson, Breaking the Waves von Lars von Trier (beide 1996), Shakespeare in Love (1998) von John Madden und Magnolia (1999) von Paul Thomas Anderson.
Dopheide ist Mitglied im Synchronverband e.V. und im Bundesverband Synchronregie und Dialogbuch e.V. (BSD).

## Synchronarbeiten (Auswahl)

### Spielfilme
- 1991: Hook (Hook) – Dialogregie
- 1991: Delicatessen (Delicatessen) – Dialogbuch und Dialogregie
- 1992: Der Tod steht ihr gut (Death Becomes Her) – Dialogbuch und Dialogregie
- 1992: Belle Epoque (Belle epoque) – Dialogbuch
- 1992: Ein ganz normaler Held (Accidental Hero) – Dialogbuch und Dialogregie
- 1993: Drei Farben: Blau (Trois couleurs: Bleu) – Dialogbuch und Dialogregie
- 1993: Sommersby (Sommersby) – Dialogbuch
- 1993: Shadowlands – Dialogbuch
- 1993: In den Straßen der Bronx (A Bronx Tale) – Dialogbuch
- 1994: Drei Farben: Weiß (Trzy kolory: Biały) – Dialogbuch und Dialogregie
- 1994: Drei Farben: Rot (Trois couleurs: Rouge) – Dialogbuch und Dialogregie
- 1994: Der Klient (The Client) – Dialogbuch und Dialogregie
- 1994: Willkommen in Wellville (The Road to Wellville) – Dialogbuch und Dialogregie
- 1994: Die Maske (The Mask) – Dialogbuch und Dialogregie
- 1994: Dumm und Dümmer (Dumb & Dumber) – Dialogbuch und Dialogregie
- 1995: Braveheart (Braveheart) – Dialogbuch
- 1995: Die üblichen Verdächtigen (The Usual Suspects) – Dialogbuch
- 1995: Dead Man (Dead Man) – Dialogbuch
- 1995: 12 Monkeys (Twelve Monkeys) – Dialogbuch und Dialogregie
- 1995: Don Juan DeMarco (Don Juan DeMarco) – Dialogbuch
- 1995: Dead Man Walking – Sein letzter Gang (Dead Man Walking) – Dialogbuch
- 1996: Breaking the Waves (Breaking the Waves) – Dialogbuch
- 1996: Sleepers (Sleepers) – Dialogbuch
- 1996: Portrait of a Lady (The Portrait of a Lady) – Dialogbuch
- 1996: Looking for Richard (Al Pacino’s Looking for Richard) – Dialogregie
- 1998: Shakespeare in Love (Shakespeare in Love) – Dialogbuch
- 1998: American History X (American History X) – Dialogbuch
- 1999: Magnolia (Magnolia) – Dialogbuch
- 1999: Tote tragen keine Karos (Dead Men Don’t Wear Plaid) – Dialogbuch und Dialogregie
- 2000: Die WonderBoys (Wonder Boys) – Dialogbuch und Dialogregie
- 2000: Sexy Beast (Sexy Beast) – Dialogbuch und Dialogregie
- 2001: The Others (The Others) – Dialogbuch
- 2002: Punch-Drunk Love (Punch-Drunk Love) – Dialogbuch und Dialogregie
- 2003: Liebe mit Risiko (Gigli) – Dialogbuch
- 2004: Stage Beauty (Stage Beauty) – Dialogbuch und Dialogregie
- 2004: Der Kaufmann von Venedig (The Merchant of Venice) – Dialogregie
- 2004: Die Vergessenen (The Forgotten) – Dialogbuch
- 2007: You Kill Me (You Kill Me) – Dialogbuch und Dialogregie
- 2009: Bad Lieutenant – Cop ohne Gewissen (Bad Lieutenant: Port of Call New Orleans) – Dialogregie
- 2010: The Way Back – Der lange Weg (The Way Back) – Dialogbuch und Dialogregie
- 2013: Clear History – Dialogbuch und Dialogregie
- 2016: Auf Treu und Glauben (Confirmation) – Dialogbuch und Dialogregie
- 2022: First Love – Dialogbuch

### Fernsehserien
- 1989–ca. 1992: Das Model und der Schnüffler (Moonlighting) – Dialogbuch und Co-Dialogregie
- 1991–1992: Twin Peaks (Twin Peaks) – Dialogbuch und Co-Dialogregie
- 1998–2004: Sex and the City (Sex and the City) – Dialogbuch und Dialogregie
- 2002–2008: Inspector Lynley (The Inspector Lynley Mysteries) – Dialogbuch und Dialogregie
- seit 2005: Inspector Barnaby (Midsomer Murders) – Dialogbuch und Dialogregie
- seit 2005: Navy CIS (Navy CIS) – Dialogregie bei einigen Folgen